# Немертины
Немерти́ны (лат. Nemertea) — тип первичноротых животных из надтипа Spiralia. Как правило, лентовидные черви, выделяющие большое количество слизи, лишённые заметных наружных органов и сегментации. Имеется длинный трубковидный орган, способный выворачиваться и служащий для захвата добычи, — хобот. Большинство видов — морские бентосные животные, но известно небольшое количество морских пелагических, пресноводных и даже сухопутных видов. Подавляющее большинство — хищники, также есть падальщики; известны комменсалы моллюсков, ракообразных, асцидий, морских звёзд, эхиурид и актиний. Представители семейства Carcinonemertidae — паразиты десятиногих раков. Описано около 1300 видов из более чем 280 родов.

## История изучения
Первое упоминание немертин, вероятно, было сделано в 1555 году, когда шведский натуралист Олаф Магнус кратко описал «очень длинного, зеленовато-голубого червя». В 1758 году английский натуралист Уильям Борлас описал и привёл изображение «длинного морского червя». Наиболее вероятным считается, что оба натуралиста имели дело с Lineus longissimus, формальное описание которого относится к 1770 году, когда норвежский натуралист и епископ Йохан Эрнст Гуннерус дал ему название Ascaris longissima, сделав его первым видом немертин, получившим биномиальное название. Позднее этот же вид был назван французским естествоиспытателем Жоржем Кювье Nemertes boralasii Cuvier, 1817. Родовое название Nemertes образовано от др.-греч. Νεµερτής, в честь одной из нереид и впоследствии послужило основой для названия всей группы.
В XIX веке немертин рассматривали в составе плоских или кольчатых червей. Впервые немертин как самостоятельный тип начал рассматривать Адам Седжвик в 1898 году.

## Морфология

### Внешний вид
Типичная немертина по форме тела напоминает нить или ленту: вытянута в передне-заднем направлении, иногда несколько сплющена в спинно-брюшном. Многие виды имеют нитевидное или уплощенное широкое тело. Лишены признаков сегментации (кроме представителей рода Annulonemertes, у которых имеются «сегменты»). Длина тела у разных представителей варьирует от 2-3 миллиметров до нескольких метров (до 54 м — рекорд длины у животных). Измерение линейных размеров, впрочем, осложнено тем, что немертины способны, подобно пиявкам, сокращая мышцы, значительно изменять свою длину и склонны сворачиваться в спутанный клубок. Как правило, при необходимости сделать промеры исследователи растворяют в воде, где находится червь, вещества, препятствующие работе мышц (например, хлорид магния).
Обычно тело немертин разделено на два отдела — головной и туловищный. Граница между головой и туловищем нередко условная и проходит на уровне рта (у Palaeonemertea и Pilidiophora) или по шейной борозде (у Hoplonemertea). Головной отдел несёт ротовое отверстие, отверстие хобота, отверстия церебральных органов, которые могут открываться в головные щели, и несколько глаз. У большинства вооруженных немертин рот и отверстие хобота открываются в общее отверстие (ринхостом). У некоторых пелагических немертин (Nectonemertes, Balaenanemertes) голова с парой щупалец. Туловищный отдел практически лишён видимых наружных органов: по бокам тела открываются протоки протонефридиев и половых желёз, а на заднем конце тела терминально расположено анальное отверстие. У многих представителей одной из групп (отряд Heteronemertea) над анальным отверстием расположен небольшой отросток (каудальный циррус), функция которого неизвестна. У видов рода Malacobdella на заднем конце тела имеется присоска.
Покровы немертин выделяют много слизи, которая делает их малопривлекательными для хищников. Многие виды окрашены в яркие цвета, что обычно трактуют как предупредительную окраску. С другой стороны, существуют неокрашенные немертины, через покровы которых часто хорошо видны внутренние органы (кишечник, ринхоцель, головной ганглий, нервные стволы, гонады).

## Внутреннее строение и физиология
Тело покрыто ресничным железистым эпителием, под которым находится соединительнотканный слой (дермис) и кожно-мускульный мешок, состоящих из 3-5 слоёв мускулатуры. Типичная полость тела у немертин отсутствует, и промежутки между органами заполнены паренхимой. Пищеварительная система состоит из передней, средней и задней кишки, развитой глотки нет; задняя кишка открывается на конце тела анальным отверстием. Хобот находится внутри особой полости (ринхоцель) и состоит из эндотелия, нескольких слоёв мускулатуры и железистого эпителия. У немертин имеется хорошо развитая замкнутая кровеносная система, состоящая из двух боковых сосудов (у Pilidiophora и Hoplonemertea — также непарного дорсо-медиального сосуда). Данные ультрамикроскопии указывают на целомическую природу ринхоцеля и кровеносных сосудов. Специальных органов дыхания нет. Для выделения служат протонефридии. Нервная система состоит из кольцевидного мозга, окружающего ринхоцель, и двух боковых нервных стволов, соединенных над прямой кишкой; также имеются нервы хобота и различные периферические нервы. Органы чувств представлены глазами (от двух до нескольких десятков), парой церебральных органов (органы химического чувства), одним (реже — тремя) фронтальным органом, связанным с головными железами. У многих Palaeonemertea имеется пара латеральных органов. У представителей семейства Ototyphlonemertidae и некоторых видов рода Carinina мозг имеет два статоциста.
Большинство немертин раздельнополы, но известны и гермафродиты. Половая система очень примитивна и представлена множеством фолликулярных гонад, имеющих вид мешочков. Данные ультрамикроскопии указывают на целомическую природу половых мешков. Немертины лишены сложной системы выводных протоков (за исключением самцов Carcinonemertes) и копулятивного аппарата, столь характерных для плоских червей (кроме Phallonemertes murrayi, у самцов которого семенники открываются в трубковидные копулятивные органы). Выраженный половой диморфизм описан только у пелагических немертин.

## Развитие и жизненный цикл
Оплодотворение обычно наружное, но известны яйцеживородящие и живородящие виды. Оплодотворенные яйца испытывают полное дробление, которое обнаруживает большое сходство со спиральным дроблением у кольчатых червей. В результате дробления получается бластула, а затем путём впячивания одного полюса возникает гаструла.
Из гаструлы развивается свободноплавающая планктонная личинка, которая у разных немертин имеет неодинаковую форму. Наиболее известна личинка представителей класса Pilidiophora, называемая пилидием. Сначала из эпителия личинки в промежуток между эктодермой и энтодермой, то есть в первичную полость тела, уходят отдельные клетки — зачаток среднего зародышевого листка; из них впоследствии возникает соединительная ткань и некоторые внутренние органы. Такой разрозненный, или диффузный, зачаток мезодермы называется мезенхимой.
Окончательные покровы червя образуются так: сначала появляются 7 впячиваний эктодермы: одно маленькое непарное на передней поверхности личинки и три пары более крупных на нижней её поверхности (впереди, по бокам и позади рта). Затем эти впячивания врастают внутрь пилидия, окружают его со всех сторон его кишечник вместе с зачатком мезенхимы и срастаются друг с другом, образуя под покровами пилидия двухслойный мешочек эктодермального происхождения, охватывающий срединную часть личинки. Сформировавшийся червь прорывает стенку пилидия, выходит наружу, опускается на дно и переходит к ползающему образу жизни.

## Классификация
Около 1300 видов из более чем 280 родов. В традиционной системе типа, которая была популярной в 20 веке, выделяли 2 класса (Anopla и Enopla) и 5-6 отрядов. Молекулярно-генетический анализ поддерживает выделение трех крупных групп: Palaeonemertea, Pilidiophora и Hoplonemertea (последние две группы иногда объединяются в группу Neonemertea). 
В августе 2018 года на Вадденской морской станции Института Альфреда Вегенера (в Лист-оф-Зильте, Германия) состоялась 9-я Международная конференция по немертинам (International Conference of Nemertean Biology). На этом научном форуме, сообщество достигло консенсуса по пересмотру таксономии на уровне класса, основанном на опубликованных данных исследований по систематике немертин за последние 15 лет (Andrade et al., 2014, 2012; Thollesson & Norenburg, 2003). Предыдущие классификации (например, Stiasny-Wijnhoff, 1936) не учитывали филогенетические исследования, и поэтому использование таких названий как «Enopla» (вооруженные немертины) и «Anopla» (невооруженные) было признано искусственным, от которого следует отказаться в пользу разделения типа на три класса (Palaeonemertea, Pilidiophora и Hoplonemertea). И в итоге название Enopla и Anopla предложено вывести из употребления. Arhynchonemertes axi иногда выделяют в отдельный класс Arhynchonemertea, однако систематическое положение этого вида остается неясным.

### Anopla
Anopla или невооруженные немертины. Является парафилетической группой. Характерная черта — отсутствие вооружения хобота. Ротовое отверстие смещено на брюшную сторону и располагается позади мозгового ганглия. Нервная система залегает в толще кожно-мускульного мешка, а иногда прямо в кожном эпителии. В качестве представителя Anopla можно назвать роющего в песке норки Cerebratulus, который встречается вдоль всего атлантического побережья Европы, от северной границы до Средиземного моря. К этому классу (или подклассу) относится гигантская немертина Lineus longissimus, достигающая 10 и даже более 30 м в длину при ширине тела не более 1 см. Петлеобразно скручивая своё длинное тело, немертина держится под камнями, подстерегая добычу.
В 2018 г. название Anopla предложено вывести из употребления и использовать классы Palaeonemertea и Pilidiophora.
- Класс Palaeonemertea (12, 120)
- Класс Pilidiophora (около 105, 470)
  - Отряд Heteronemertea (около 100, 450)
  - Отряд Hubrechtiiformes (4, 17)

### Enopla
Enopla или вооруженные немертины. Хобот на своем конце несет специальное вооружение (кроме Malacobdella), состоящее из одного или нескольких центральных стилетов, прикрепленных к базису. Ротовое отверстие обычно объединено с отверстием хобота в ринхостом, который расположен на переднем конце головы. Нервная система погружена под кожно-мускульный мешок и залегает в паренхиме. Представители характеризуются преимущественно мелкими размерами, хотя известны виды длиной более 1 м. В 2018 г. название Enopla предложено вывести из употребления и использовать название Hoplonemertea.
- Класс Hoplonemertea
  - Отряд Monostilifera (116, 570) — Amphiporidae, Tetrastemmatidae и др.
    - Подотряд Cratenemertea
    - Подотряд Eumonostilifera

  - Отряд Polystilifera
    - Подотряд Reptantia (15, 46)
    - Подотряд Pelagica (40, 100)

В современной системе отряд Bdellonemertea (род Malacobdella) упразднен и рассматривается в составе Eumonostilifera.